# Ptičie
Ptičie (em húngaro: Peticse) é um município da Eslováquia, situado no distrito de Humenné, na região de Prešov. Tem 10,46 km² de área e sua população em 2018 foi estimada em 648 habitantes.

## Demografia
| Ano:        | 1994 | 2004   | 2014   | 2024   |
| ----------- | ---- | ------ | ------ | ------ |
| Broj ljudi: | 613  | 621    | 654    | 640    |
| Razlika:    |      | +1,30% | +5,31% | -2,14% |

| Ano:               | 2023 | 2024   |
| ------------------ | ---- | ------ |
| Número de pessoas: | 635  | 640    |
| Diferença:         |      | +0,78% |